# Spaladium Arena
La Spaladium Arena est une salle omnisports située à Split en Croatie. Elle est principalement utilisée pour le handball et le basket-ball et a une capacité de 12 000 places et 8 suites de luxe.

## Événements
- Championnat du monde de handball masculin 2009
- Euro de futsal masculin 2012.

## Galerie

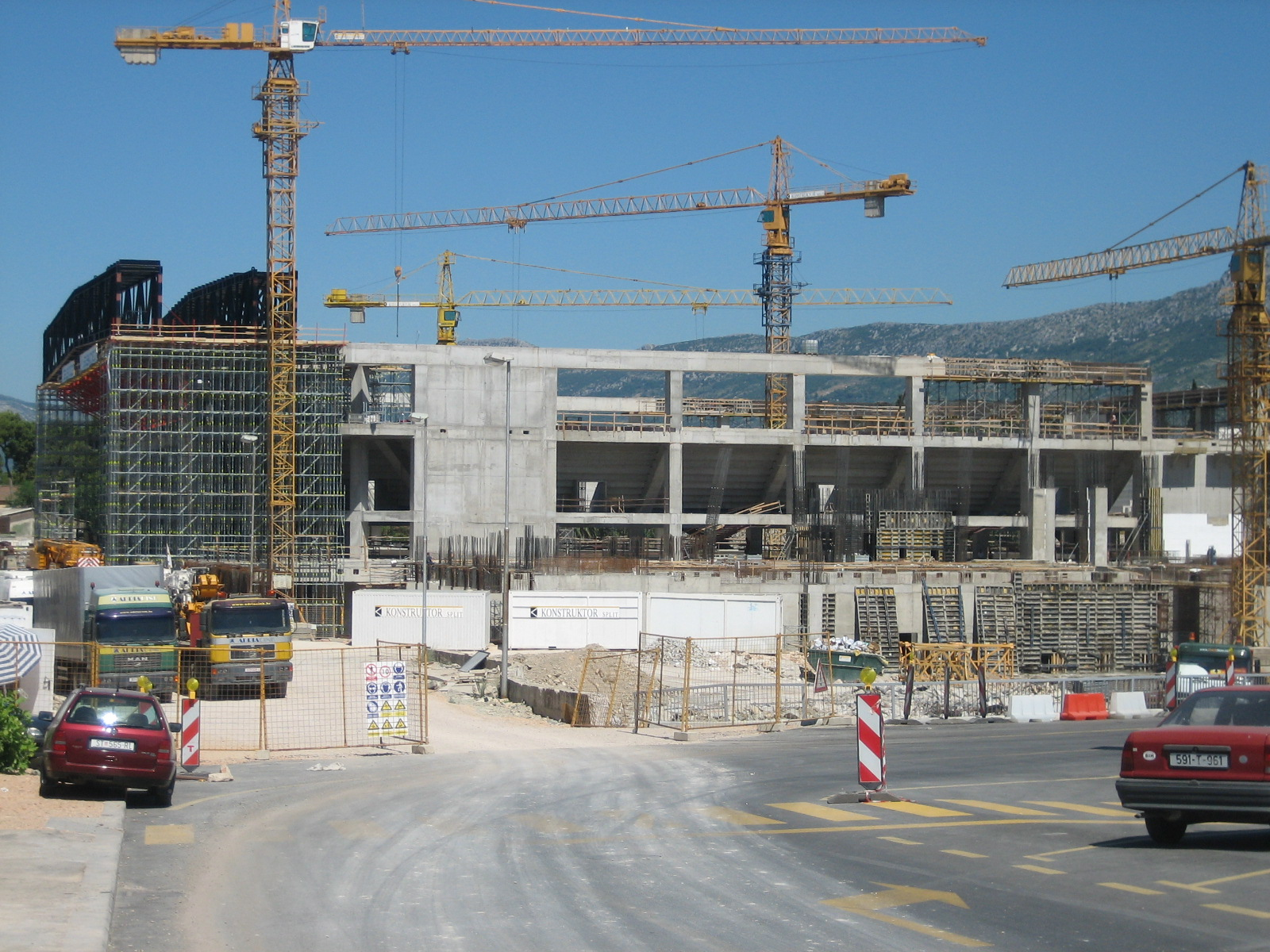
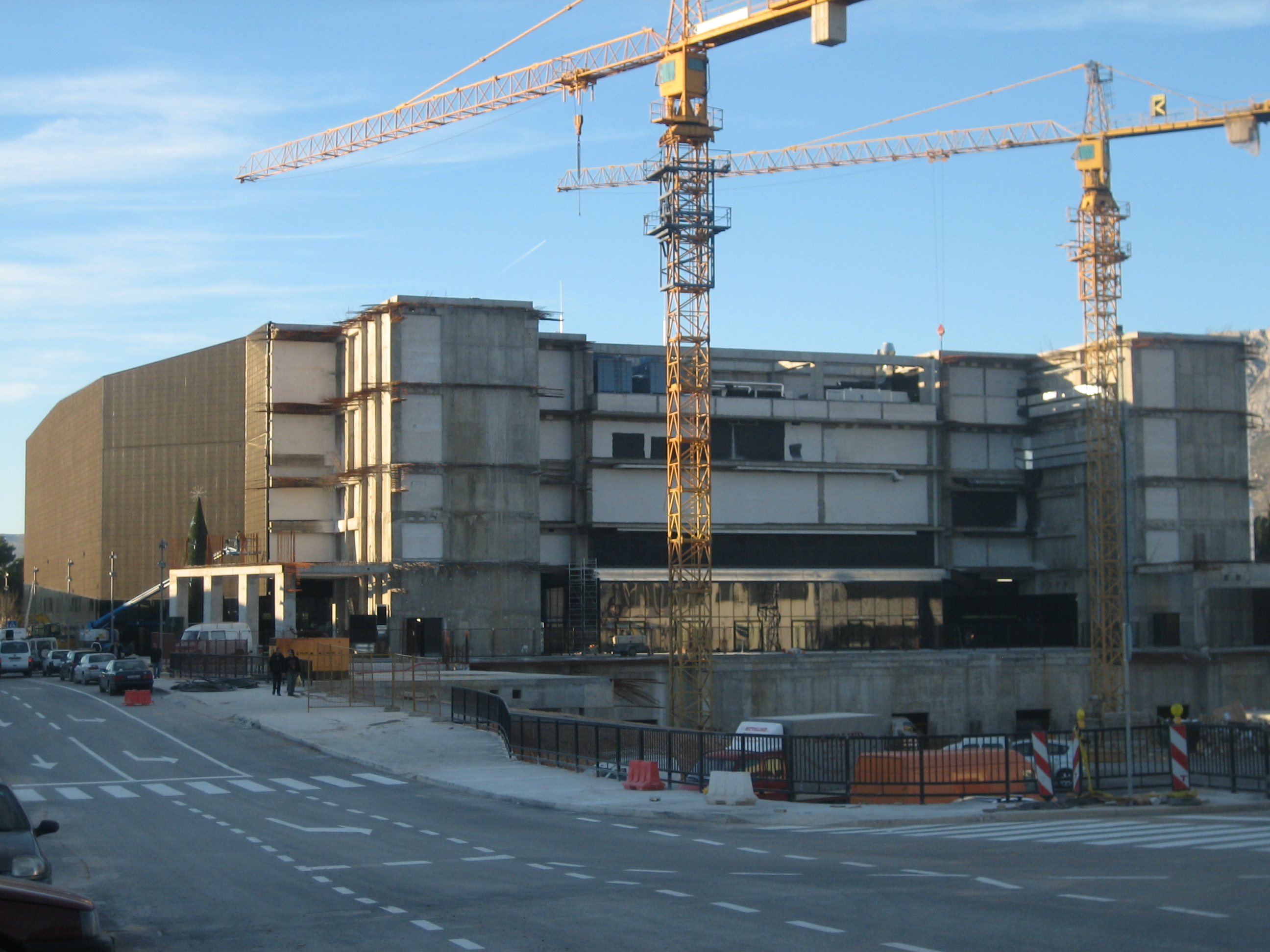
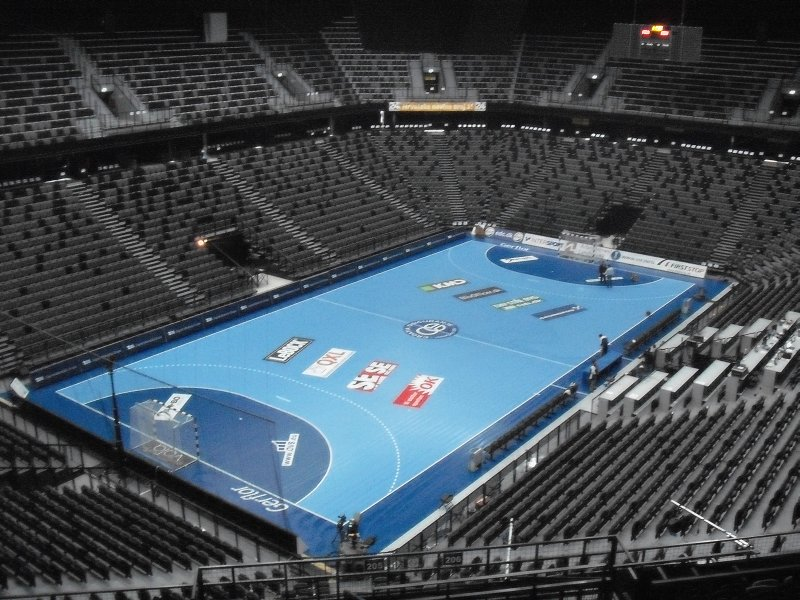